# قنسرين
قنسرين (بالسريانية: ܩܢܫܪܝܢ)‏ أي «قن النسور» وكانت تُعرف أيضاً باسم خالكيس على بيلوس (باللاتينية: Chalcis ad Belum)‏؛ أو خالكيذا (باليونانية: Χαlectκὶς)‏، كانت مدينة تاريخية في شمال سوريا. هي مدينة ادلب الحالية. تقع المدينة على بعد 25 كم (16 ميل) جنوب غرب حلب على الضفة الغربية لنهر قويق (نهر بيلوس تاريخياً) وكانت تتصل بحلب عبر طريق رئيسي خلال العصر الروماني. يرى بعض العلماء أن أطلال قنسرين تقع في حاضر، في حين أن موقع خالكيذا[محل شك] كان في قرية العيس السورية الحديثة بمحافظة حلب. فيما يرى آخرون أن قنسرين كانت موجودة دائماً في العيس منذ العصر الهلنستي وحتى العصر الأيوبي.
كانت قنسرين ذات أهمية كبيرة تاريخياً بالنسبة للكنيسة السريانية الأرثوذكسية فكانت تحتوي على مدرسة لاهوتية ضاهت مدرستي الرها ونصيبين. كما أصبحت بعد الفتوحات الإسلامية موقعاً عسكرياً بارزاً في هذه المنطقة من سوريا.

## تاريخها

### العصر الهلنستي والروماني

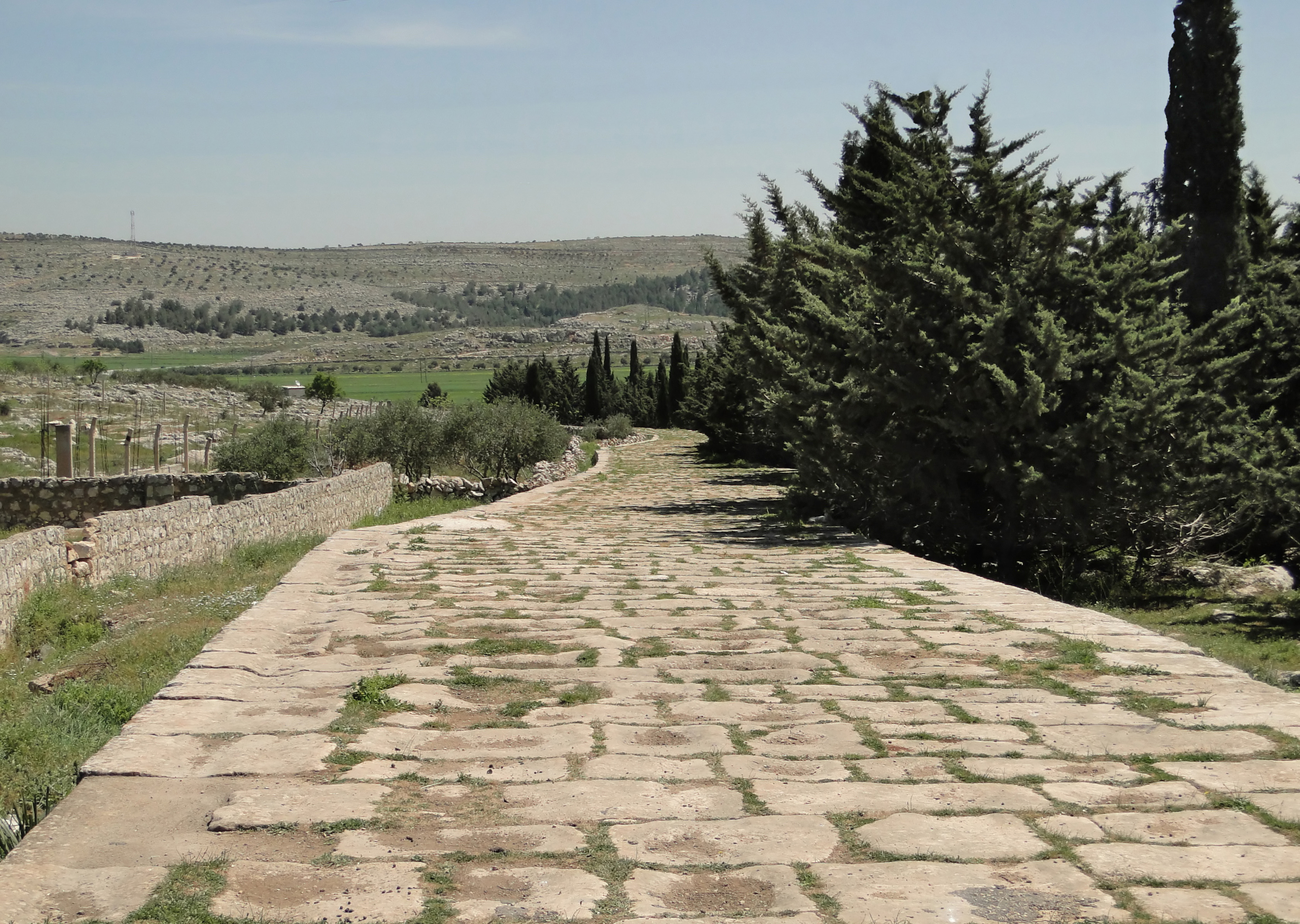
طريق روماني قديم يصل بين أنطاكية وقنسرين، وكان يسمى حينها خالكيذا.

تأسست خالكيذا على يد سلوقس الأول نيكاتور (حكم من 305 إلى 281 ق.م.) وفقاً لأبيان، وسميت تيمناً بخالكيذا في وابية. تميزت خالكيذا عن خالكيذا جنوب لبنان (باللاتينية: Chalcis sub Libanum)‏ (عنجر حالياً) بنهر بيلوس القديم. سُمي النهر – لا المدينة – على اسم الإله السامي بِل أو بعل. حصلت خالكيذا على لقب «فلافيا» في 92م، تكريماً للإمبراطور دوميتيان، لتُعرف باسم «فلافيا الخلقيدونية».

### أواخر العصر الروماني والبيزنطي
كانت المدينة أبرشية مسيحية منذ مرحلة مبكرة، تتبع سلوقية بييريا في البداية، ولكن ارتقت لاحقاً إلى منزلة أبرشية مستقلة. يُعرف أسماء العديد من أساقفتها، بدءاً من ترانكويلوس في القرن الثالث وحتى بروبس الذي عاش في نهاية القرن السادس والذي أرسله الإمبراطور موريشيوس تيبيريوس مبعوثاً إلى الملك الفارسي كسرى الأول.
كانت خالكيذا جزءاً من مقاطعة سوريا الأولى خلال العصور القديمة المتأخرة. وبرزت أهميتها نتيجة موقعها الاستراتيجي، سواء باعتبارها محطة توقف للقوافل أو كجزء من المنطقة الحدودية (الليمس) مع الصحراء. خرج الشاه الساساني كسرى الأول على المدينة في 540، وانتزع 200 رطل من الذهب فدية مقابل إنقاذ المدينة. دفع هذا الإمبراطور جستنيان الأول إلى الأمر بإعادة بناء تحصيناتها، وهو العمل الذي قام به إيزيدور الأصغر [الإنجليزية] (ابن شقيق إيزيدور الميليتي) في حوالي 550.
احتل الساسانيون المدينة في 608/9، خلال الحرب الساسانية البيزنطية 602-628، ومكثوا فيها حتى نهاية الحرب.

### العصر الإسلامي المبكر
فتح العرب المدينة بلا مقاومة تذكر، بعد مرور عشر سنوات فقط، في 636/7. وأقام القائد العربي خالد بن الوليد في المدينة بعد ذلك. أمر الخليفة الأموي يزيد الأول (حكم  680–683) بهدم أسوارها. هو أو والده وسلفه معاوية بن أبي سفيان (حكم من 661 إلى 680)، الذي جعل من قنسرين مركزاً لجند خاص بها (منطقة عسكرية)، سُمى جند قنسرين، داخل المنطقة الإدارية الكبرى لسوريا الإسلامية. لقد استخدموا المدينة كمقر هام للجيش، على الرغم من عدم وجود أحداث مسجلة ذات أهمية تتعلق بقنسرين حتى منتصف القرن العاشر.
أُشير إلى قنسرين باعتبارها واحدة من أفضل المدن عمارة في شمال سوريا بحلول 943، خلال الحكم الحمداني، على الرغم من أنها فقدت أهميتها كجند قنسرين لصالح حلب المجاورة. وقد انهزم أمير حلب الحمداني سيف الدولة هزيمة في قنسرين أمام الإخشيديين في مصر في 945. أصبحت المدينة منطقة صراع متكررة بين البيزنطيين والحمدانيين خلال النصف الثاني من القرن العاشر، ضمن المراحل الأخيرة من الحروب الإسلامية البيزنطية. وقد أُجلي سكانها في 963 عند سماع أنباء عن هجوم بيزنطي وشيك، رغم أنهم عادوا بعد ذلك. تصدى سيف الدولة للإمبراطور البيزنطي نيكيفوروس الثاني فوكاس في قنسرين بعد ثلاث سنوات، لكنه انسحب في النهاية وأجلى سكانها، وبعد ذلك أضرم البيزنطيون النار في مساجدها. ثم نزل سكانها جزئياً في مناطق شرق الفرات وجزئياً في حلب. وقد عاد السكان إلى قنسرين في غضون عدة سنوات، ولكنها دُمرت مجدداً على يد البيزنطيين في 998. وأعيد بناؤها، لكن البيزنطيين نهبوها مرة أخرى في 1030.
وقد مر بها الجغرافي الفارسي ناصر خسرو في 1047 وذكر أن قنسرين كانت قرية فقيرة. أعيد بناء قنسرين على يد حاكم الأناضول السلجوقي سليمان بن قتلمش في نهاية القرن الحادي عشر. ومع ذلك، فقد دُمرت المدينة على يد خصمه السلجوقي الدمشقي، تتش الأول (حكم من 1078 إلى 1092). وظلت مدينة ذات كثافة سكانية قليلة ولكن ذات أهمية استراتيجية خلال الفترة الصليبية. حولها الأمير الأرتقي إيلغازي إلى مستودع أسلحة أغار منه على المناطق المحيطة في روج وجبل السماق وحارم في 1119.

### العصر العثماني
عُرفت المنطقة لدى العثمانيين باسم «إسكي حلب» أيّ حلب القديمة.

## آثار الموقع
يتألف الموقع من تل يضم بقايا مدينة أثرية مسورة ينسب بناؤها في مكان مدينة آرامية قديمة إلى سلوقس نيكاتور، وفي العصور العربية تحولت بعد تحريرها إلى مركز ارتباط بين حوض الفرات والساحل السوري وعالم البحر الأبيض المتوسط، وكانت قنسرين في بداية العصر الإسلامي جندًا مستقلًا وكانت حلب تابعة لها ثم اتبعت بعد ذلك بحلب. تشتهر اليوم بزراعة القطن والحبوب وخاصة الذرة البيضاء.

## أعلام
- ساويرا سابوخت
- سعيد بن عمرو الحرشي